# Santa Maria de Pineda
Santa Maria de Pineda és una església parroquial de Pineda de Mar (Maresme) inclosa a l'Inventari del Patrimoni Arquitectònic de Catalunya.

## Descripció
Església de planta rectangular amb absis poligonal i dues capelles. De tres naus separades per gruixuts pilars que sostenen una volta de creueria amb claus de volta. Dues claus parlen de la devoció a la Mare de Déu. La que hi ha al bell mig del presbiteri representa la seva imatge amb la bola del món a la mà dreta i l'Infant Jesús assegut al cantó esquerra. A les sis restants claus de pedra hi ha representats diversos personatges. La nau central és il·luminada per la rosassa gran, situada sobre la porta principal. Una rosassa més petita correspon a les golfes. Les dues naus laterals estan il·luminades per finestres quadrades a la part superior dels murs laterals.
La façana principal, la porta lateral de Sant Joan, l'Altar Major i la capella lateral són recobertes amb esgrafiats. A més, la façana principal presenta una distribució simètrica l'eix de la qual passa pel centre de la rossasa petita. La gran es fonamenta en una arcada que la suporten quatre columnes que emmarquen la rossasa central i la porta. A la mateixa alçada quatre columnes adornades amb flors i coronades amb un capitell d'estil corinti que suporten un entaulament rematat per una cornisa. El cercle de la rossasa central l'emmarquen onze caps d'angels. L'ornamentació de la façana es compon per una xarxa geomètrica de rombes sobre la qual es dibuixa de forma repetitiva, plana i modular, positiva i negativa, el rombe corbat pels vertex cap a fora i pels costats cap a dintre en els positius, i cap a fora en els negatius.

## Història
Es tenen notícies d'una primera església que fou consagrada l'any 1079 pel Bisbe de Girona Berenguer Guifré de Cerdanya, però no en queda res. La part més antiga és la nau central que data de finals del segle XV-XVI. Al segle xviii (1700-1718) fou ampliada pels dos costats laterals. Sofrí tres embats: al 1548, que obligà a fortificar-la, però aquesta mesura desaparegué a la segona meitat del segle XVII; al 1822 i al 1936, durant els quals el temple fou incendiat. Les primeres visites pastorals foren el 18 de febrer de 1451 i 23 d'agost de 1489. El 21 de juny de 1737 pel Bisbe Baltasar de Bastero i Lladó; i les últimes foren el 9 de març de 1911 i 11 de juny de 1918, pels Bisbes Pol i Mas respectivament. A partir de 1939, començaren les obres de restauració sota la direcció de l'arquitecte Isidre Puig Boada.